# Carlos Cortés Ballina
Carlos Alberto Cortés Ballina (15 de febrero de 1977, Ciudad de México, México) es un futbolista mexicano retirado que jugaba en la posición de mediocampista. Surgió de las fuerzas básicas del Club Deportivo Guadalajara y participó en la Copa Mundial de Fútbol Sub-17 de 1993.